# 齿片玉凤花
齿片玉凤花（学名：Habenaria finetiana）为兰科玉凤花属下的一个种。

## 扩展阅读
- 維基物種上的相關：齿片玉凤花